# Monotrope sucepin
Monotropa hypopitys
Espèce
Classification APG III (2009)
Synonymes
- Hypopitys monotropa Crantz, 1766
- Hypopitys europaea Nutt., 1818

Le Monotrope sucepin (Monotropa hypopitys), est une espèce de plantes à fleurs de la famille des Éricacées. Présente dans les forêts eurasiennes et nord-américaines, cette plante non chlorophyllienne vit en symbiose parasitaire avec le mycélium des champignons du genre Tricholoma, par l'intermédiaire duquel elle exploite les produits de la photosynthèse des arbres associés aux champignons. Cette relation se nomme la mycohétérotrophie.

## Taxonomie
Cette espèce est décrite pour la première fois par le botaniste suédois Linné dans son Species plantarum de 1753. Père de la nomenclature botanique, il la nomme Monotropa hypopithys selon sa méthode binomiale par allusion à la direction unique de ses fleurs : mono, du grec ancien « un seul » et tropa, « tour, sens » ;  et en référence à sa biologie : hypo provenant également du grec ancien signifiant « sous » et pitys, de même origine, signifiant « Pin ». Étymologiquement, M. hypopithys ne devrait par conséquent pas porter de second « h ». Le British Museum conseille d'ailleurs de suivre cette logique. Son lectotype, désigné a posteriori par Wallace est conservé à l'université d'Uppsala au sein de l'herbier de Joachim Burser (de).
La grande variabilité de couleurs et de formes a mené à de très nombreuses descriptions. Dans la monographie la plus récente sur les monotropoïdes (1975), le botaniste américain Wallace choisit de synonymiser 84 noms post-linnéens valables, comprenant des espèces, des sous-espèces et des variétés proches de M. hypopithys publiées entre 1766 et 1969. Dès lors, le genre Monotropa ne comporte plus que deux espèces M. hypopithys et M. uniflora. Mais les études phylogénétiques des années 2000, et 2010 révèlent que M. hypopitys est plus étroitement apparenté à la nord-américaine Pityopus californicus, alors que M. uniflora semble être la sœur de la japonaise Monotropastrum humile. En effet, les premiers sont en symbiose exclusive avec les Tricholomes alors que les second le sont avec les Russules. Le genre Monotropa est par conséquent complètement démantelé et un ancien genre est remis au goût du jour : Hypopitys de Crantz datant de 1766. Certaines taxonomies standards utilisent désormais le nom Hypopitys monotropa pour désigner l'espèce. Afin de différencier le clade décrit par Linné des nord-américains et d'éviter le tautonyme Hypopithys hypopithys, Thomas Nuttall propose en 1818 Hypopitys europaea ; nom repris par quelques références taxonomiques actuelles. Malgré tout, la majorité perpétue encore le nom choisi par Linné.
Après de nombreuses vicissitudes, une seule sous-espèce distincte de la sous-espèce-type est aujourd'hui reconnue, la sous-espèce hypophegea. Cependant, il s'avère que M. hypopitys constitue un groupe polyphylétique, c'est-à-dire que des ancêtres différents sont à l'origine de ce groupe. De même, une étude de 2001 détecte un clade suédois, un clade eurasien et un clade nord-américain au sein de cette espèce ; ce qui pourrait indiquer l'existence d'un complexe d'espèces cryptiques. Une autre étude de 2014 portant sur les formes d'Amérique du Nord montre qu'elles sont moléculairement distinctes des formes eurasiennes ; et qui, une fois délimitées, se traduisent par des distinctions spécifiques claires au niveau morphologique, géographique, phénologique et palynogique. À tout le moins, elle démontre l'existence 6 clades nord-américains différents.

## Description
Le Monotrope sucepin est une plante herbacée pérenne ne contenant pas de chlorophylle. Cette plante charnue peut atteindre une hauteur de 10 à 40 cm, avec une seule tige non ramifiée et poilue ; toutes les parties de la plante sont d'un blanc pâle jaunâtre parfois teinté de rougeâtre. Ses feuilles sont réduites à des écailles de 5 à 10 mm de long, qui recouvrent la plus grande partie de la tige,. 
Ses fleurs sont pendantes, de 9 à 12 mm de long, réunies en grappes de 2 à 15 vers le sommet de la tige, toutes tournées du même côté. Les fleurs sont composées de quatre pétales, à l'exception de la fleur terminale qui en comporte généralement cinq,.
Les graines allongées sont très petites (0,1 mm de long) et sont formées en très grand nombre (plusieurs milliers par fleur). L'embryon, une fois formé, est très réduit et ne comporte que quatre cellules ; et enfin, l'endosperme ne comporte que neuf cellules.
Avant la floraison, il est possible de confondre cette espèce avec les orchidées Épipogon sans feuilles, à la tige plus grêle et Neottia nidus-avis,.

Monotropa hypopitys subsp. hypopitys
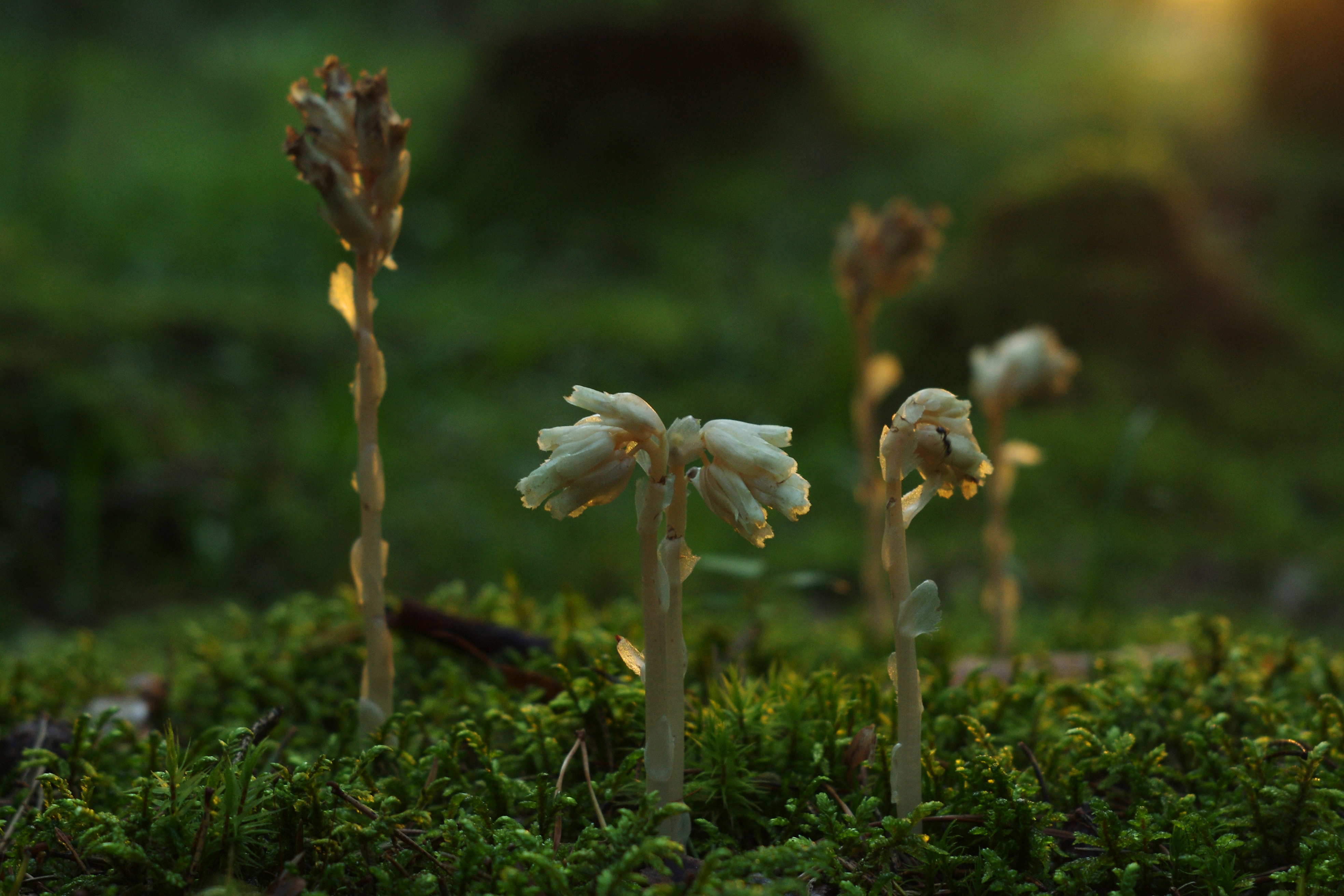
Vue générale.
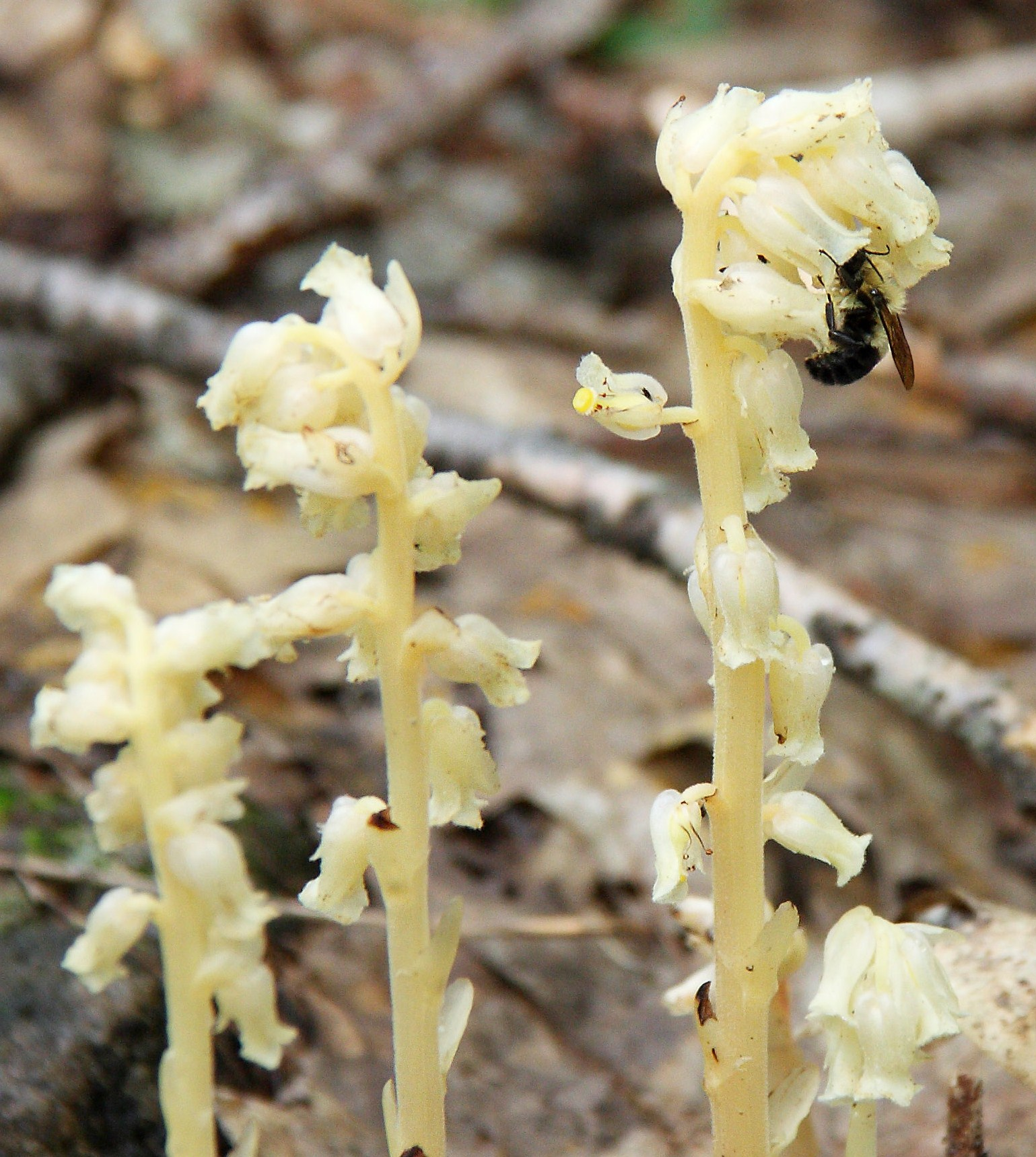
Pollinisation.
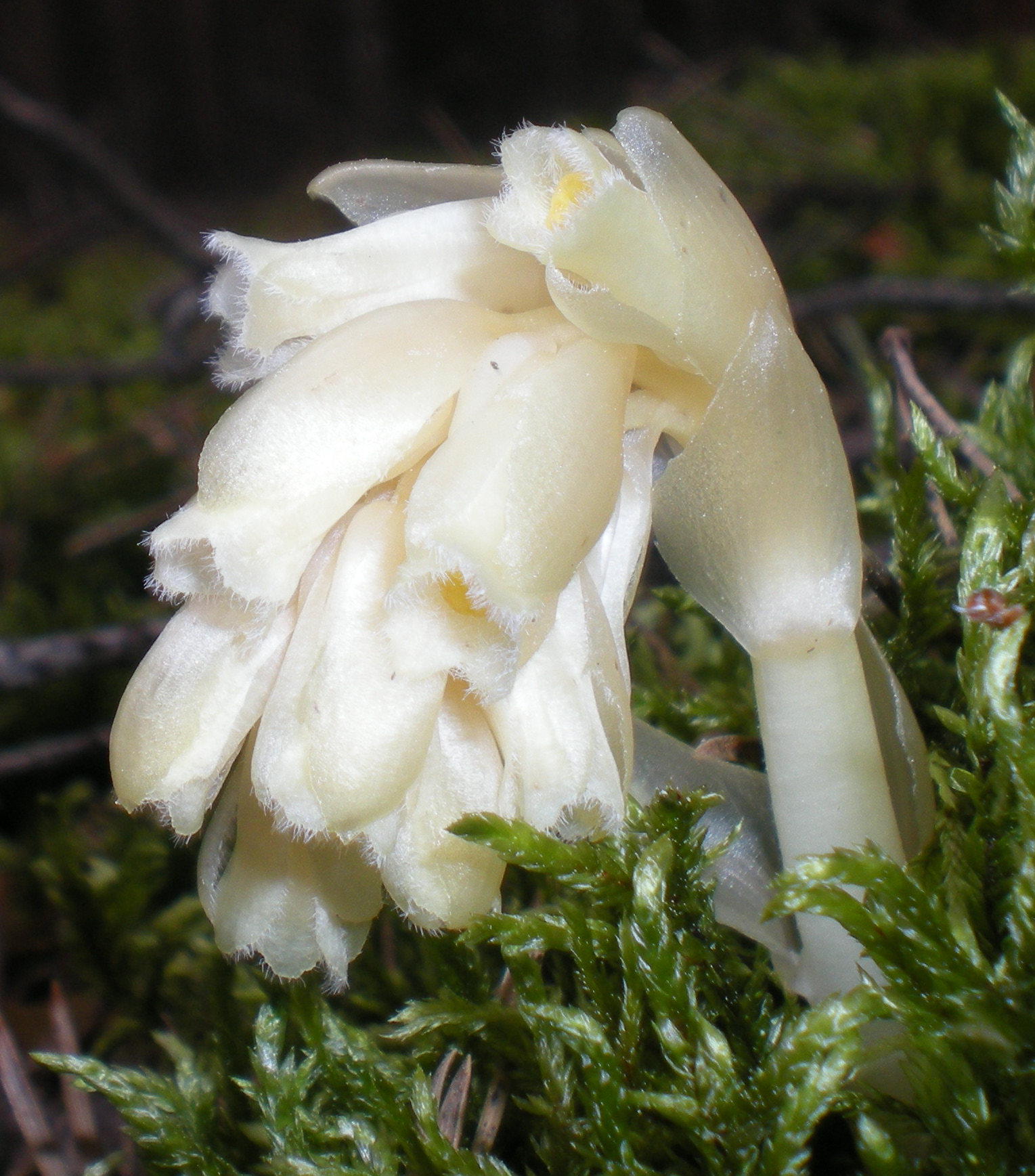
Plante en fleur.
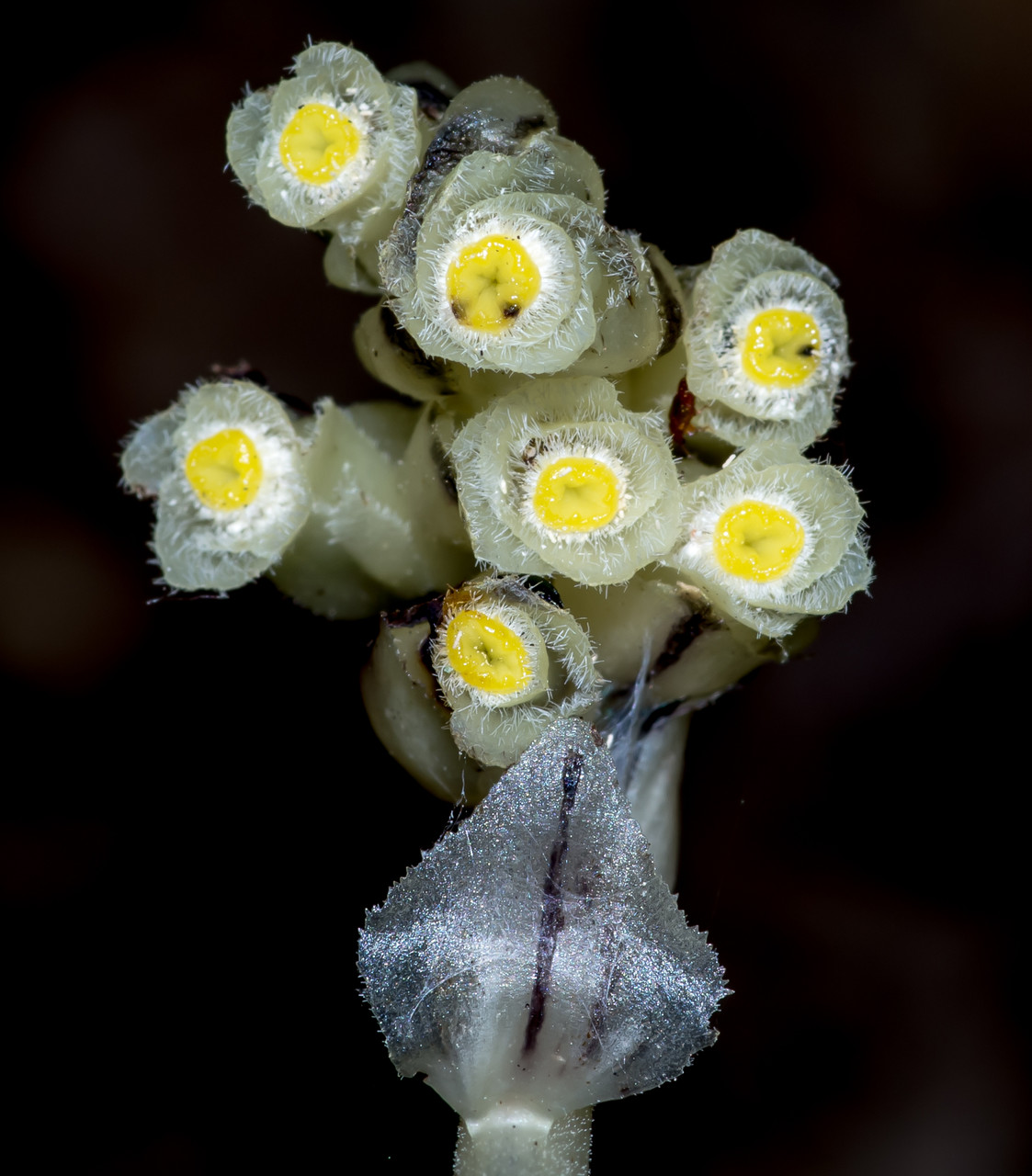
Inflorescence.
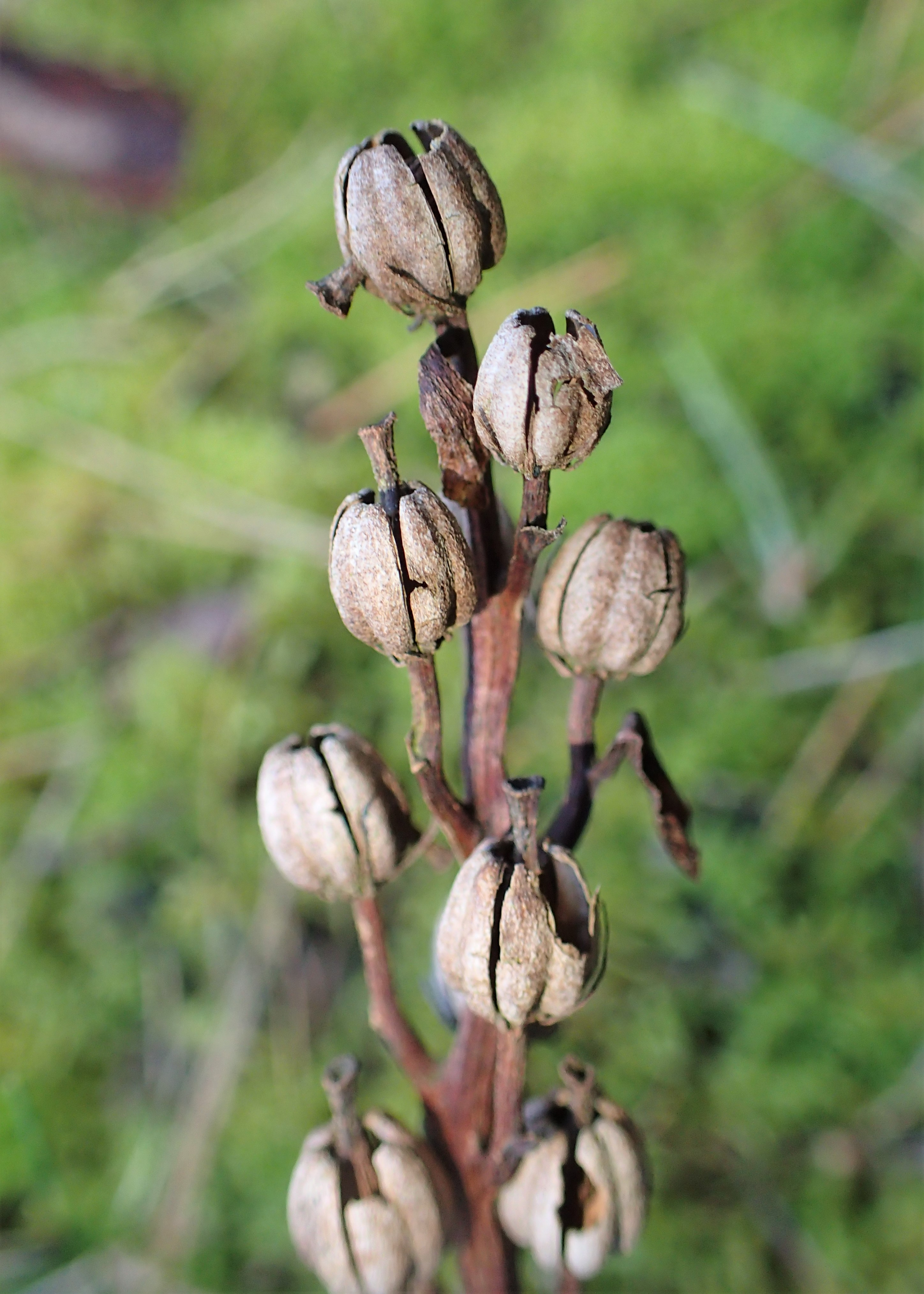
Fruits.
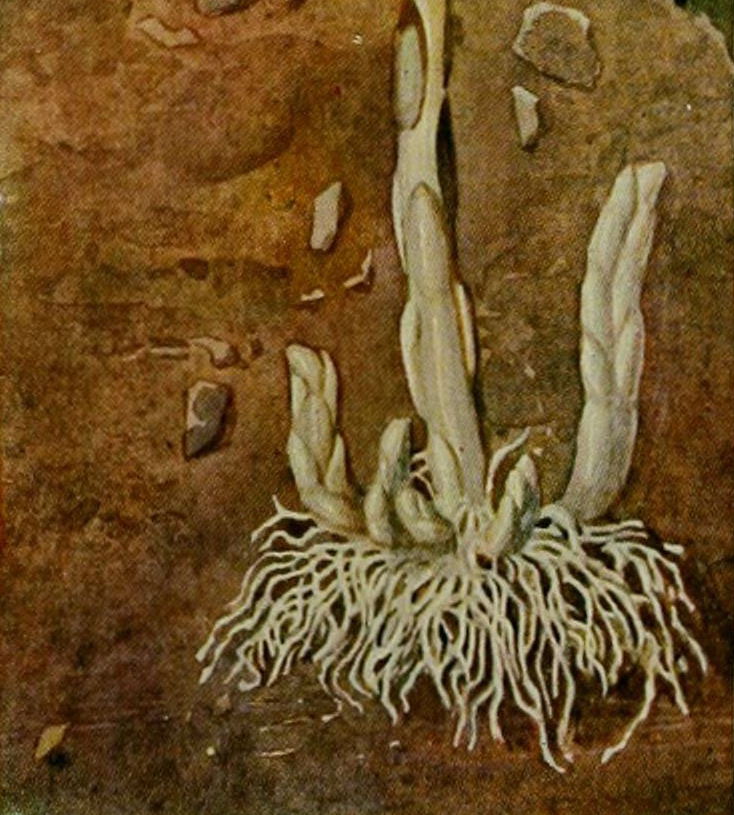
Racines.

### Phénologie
À l'instar de leurs partenaires fongiques, les inflorescences du Monotrope sucepin apparaissent tard dans l'année, au plus tôt à partir de juin et jusqu'à début août, mais peuvent également s'étendre jusqu'en septembre. De nouvelles pousses, au développement plutôt rapide, sont continuellement formées, tandis que les plus anciennes portent déjà des fruits. Après la floraison, les hampes florales, qui sont maintenant droites, se lignifient. Elles survivent à l'hiver, et souvent, plantes desséchées de l'année précédente et plantes de l'année en cours, se retrouvent côte à côte. Les plantes qui fleurissent en été sont plutôt jaunes, tandis que celles qui fleurissent en automne sont plus souvent rougeâtres,.
La taille des populations peut fluctuer considérablement d'une année sur l'autre. Au cours d'une observation d'une durée de 11 ans sur une population finlandaise, le nombre d'individus varia d'un rapport de 1 à 100 d'une année sur l'autre. L'espèce semble être sensible aux conditions climatiques sèches et chaudes, les inflorescences n'apparaissent alors qu'en petit nombre et peuvent même être absentes. À contrario, les années humides, elles se développent bien et de nouvelles stations peuvent parfois apparaître. 

### Sous-espèces
- Monotropa hypopitys subsp. hypopitys L., 1753[13] ; le Monotrope sucepin type. Il diffère de la sous-espèce hypophegea par une pilosité du style et de l'ovaire, des fleurs à poils doux à l'intérieur, une forme ovale de l'ovaire et du fruit, une inflorescence composée de 10 à 15 fleurs, et par une accointance avec les conifères[10].
- Monotropa hypopitys subsp. hypophegea (Wallr.) Holmoboe, 1922[14] ; le « Monotrope du hêtre ». Il se distingue de la sous-espèce monotropa par un style et un ovaire glabres, des fleurs sans poils à l'intérieur, une forme arrondie de l'ovaire et du fruit, une inflorescence composée de 3 à 6 (voire 10) fleurs et une répartition prédominante dans les forêts de feuillus, principalement les hêtres et particulièrement les hêtraies à Luzules[10].

Formes particulières
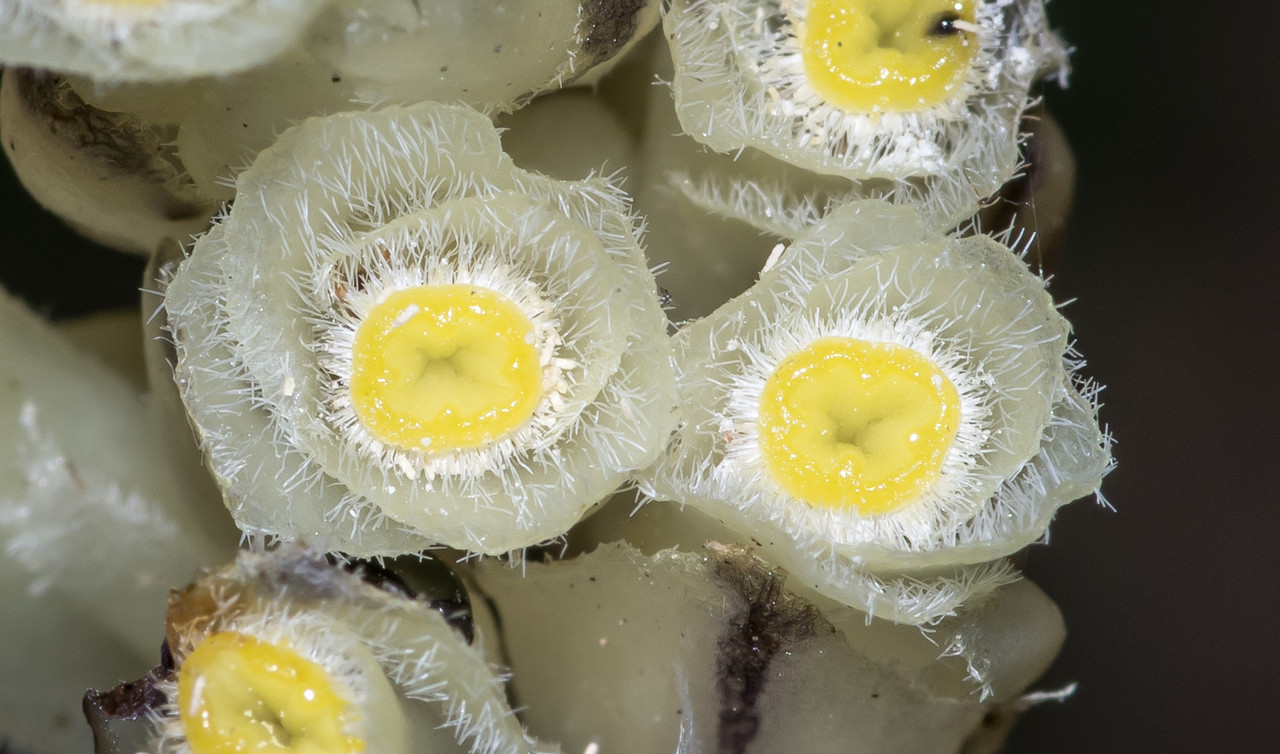
Pilosité de la sous-espèce hypopitys.
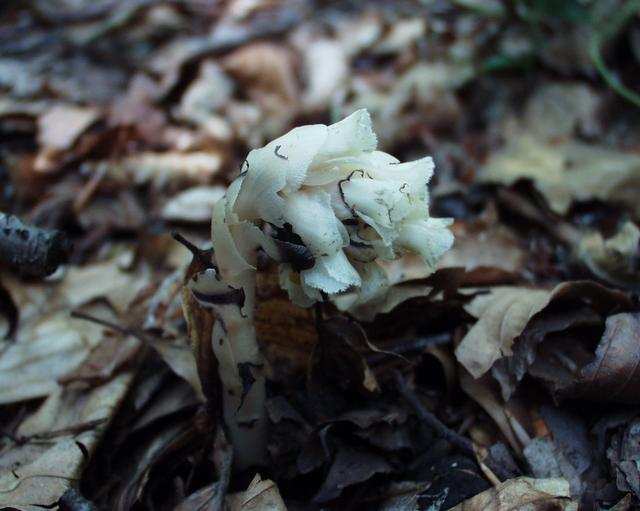
Sous-espèce hypophegea.
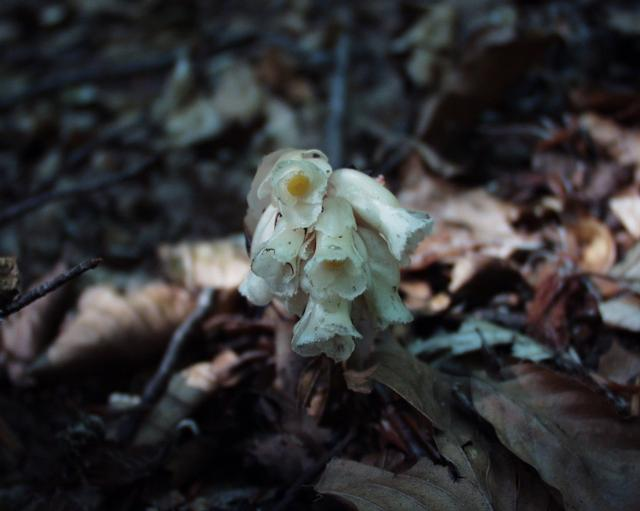
Fleurs glabres de la sous-espèce hypophegea.
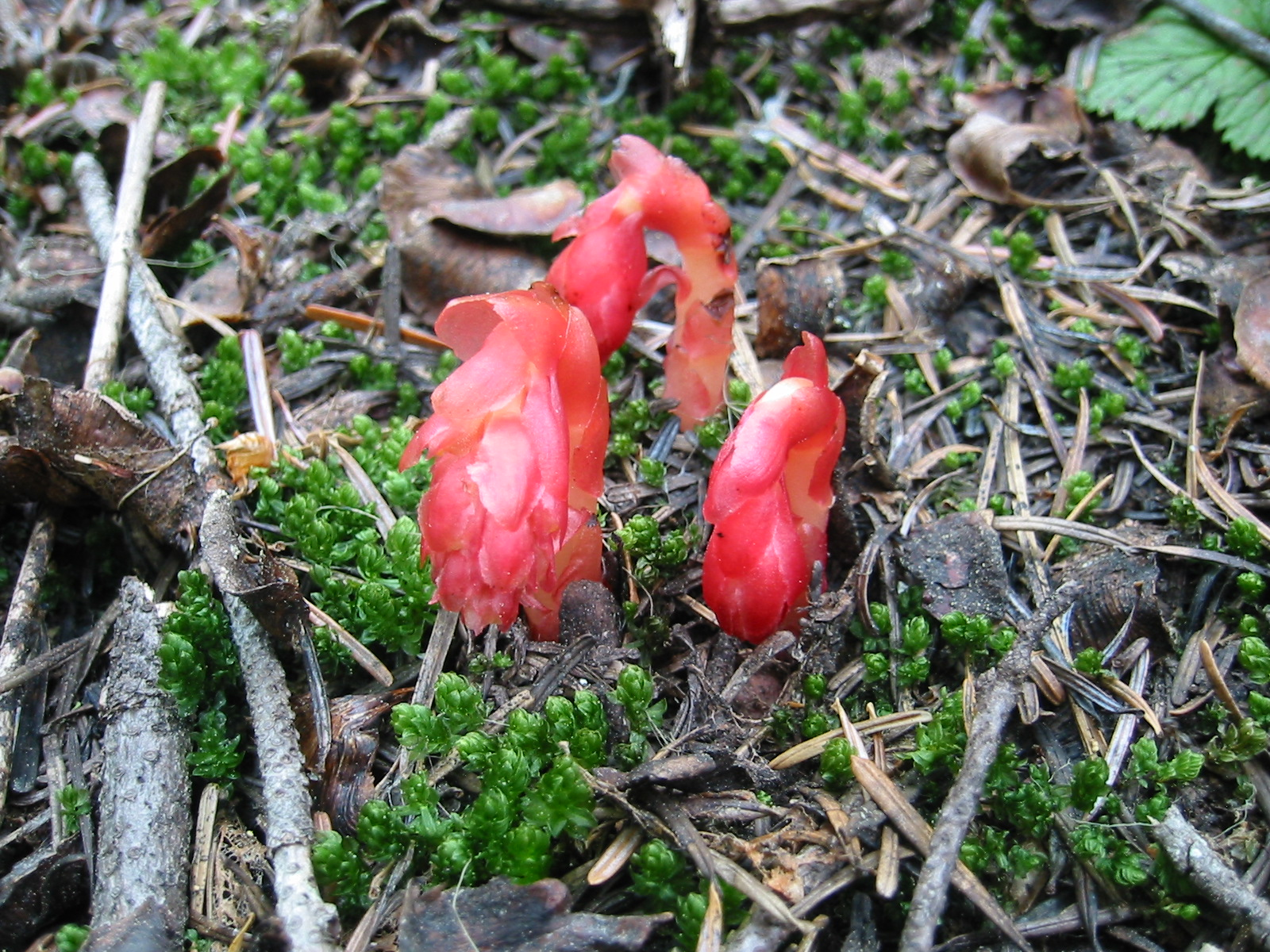
Forme rose automnale.
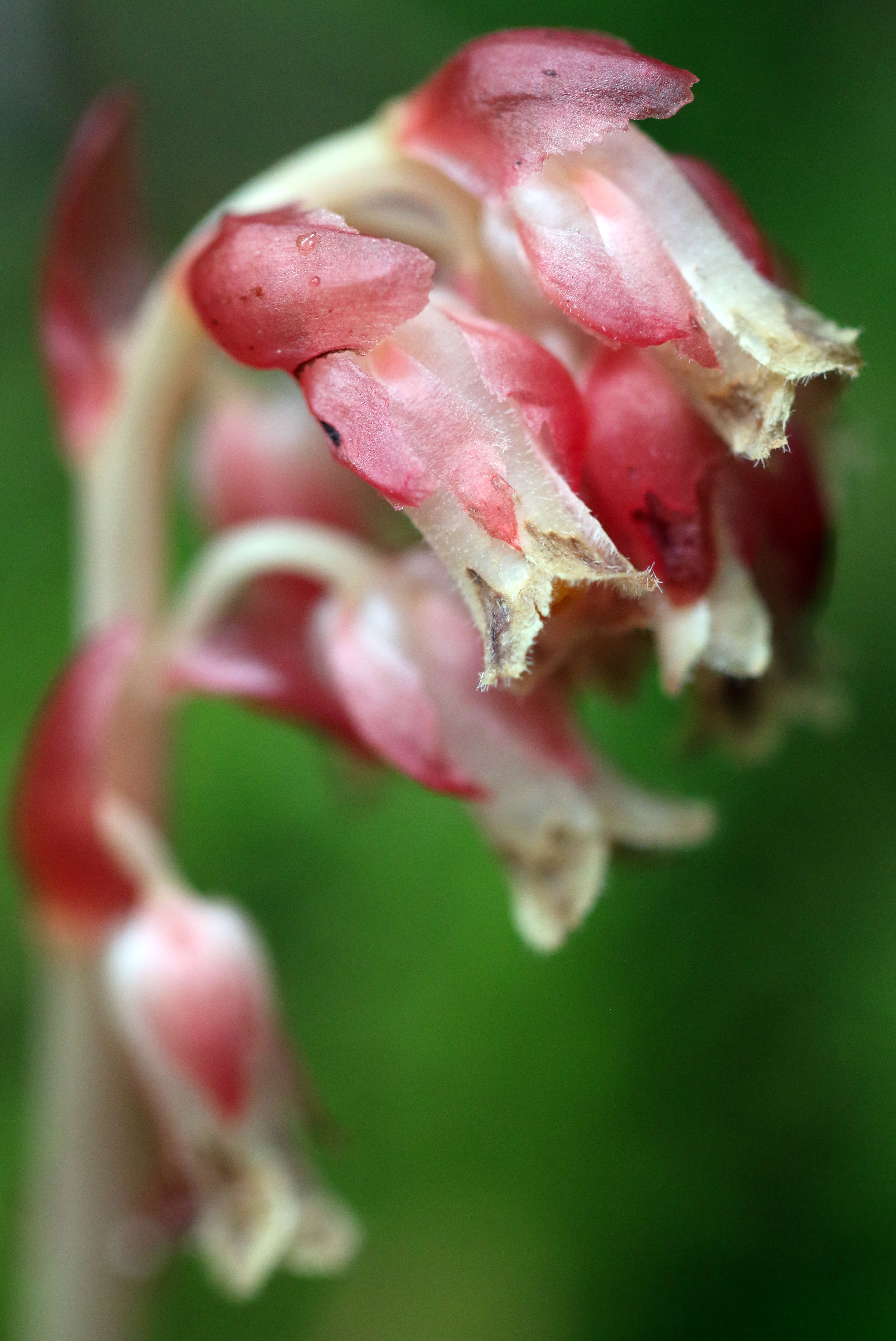
Forme rose automnale.

## Biologie

### Alimentation
Contrairement aux plantes vertes autotrophes, le Monotrope sucepin ne contient pas de chlorophylle et n'utilise donc pas la photosynthèse afin d'assimiler lui-même les composés carbonés nécessaires à sa nutrition à partir de substances inorganiques. Il est myco-hétérotrophe, tirant son alimentation par symbiose parasitaire grâce aux champignons du genre Tricholoma. Plus spécifiquement, il s'agit de Tricholoma flavovirens, T. portentosum, T.saponaceum, T. sejunctum, et T. terreum, T. squarrulosum, T. columbetta et T. cingulatum. Ces champignons forment des ectomycorhizes autour des racines des arbres et des mycorhizes particulières appelées « monotropoïdes », avec les racines du Monotrope ; ces tissus conduisant ainsi les produits de la photosynthèse des arbres, la sève élaborée, vers le Monotrope. Son nom français « sucepin » est par conséquent tout à fait approprié. Ceci lui permet de vivre dans des conditions de très faible luminosité, dans les sous-bois de forêts denses,,,
La mycohétérotrophie est une stratégie évolutive qui est apparue chez 60 espèces au sein de la famille des Éricacées, et chez 192 espèces au sein de la famille des Orchidées. Chez ces dernières, par contre, le mycélium pénètre profondément dans les racines et y forme des haustoria, qui permettent un échange de substances beaucoup plus intensif que lors d'un contact externe dans le cas des monotropoïdes. Leur développement est par conséquent plus rapide.

Mycohétérotrophie du Monotrope sucepin par Kamienski en 1880
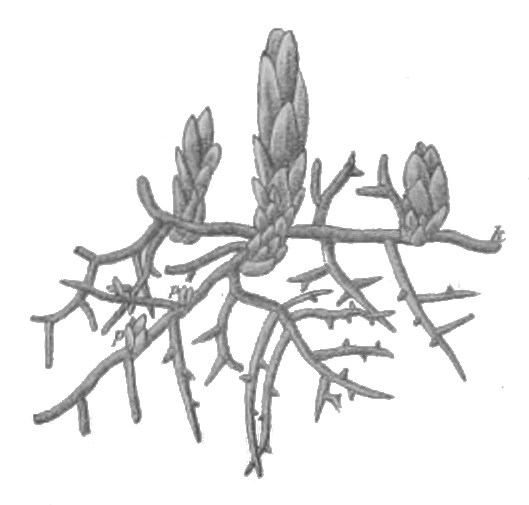
Racines ramifiées et bourgeons adventifs à divers degrés de développement. (X2)
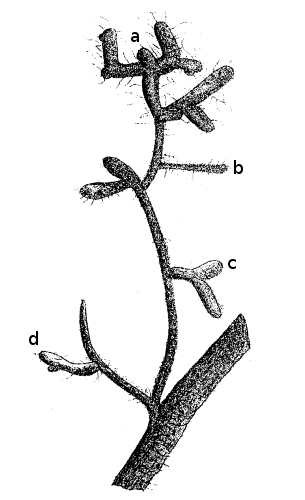
Difformités des mycorhizes sur les radicelles de Fagus sylvatica, le hêtre (X9)
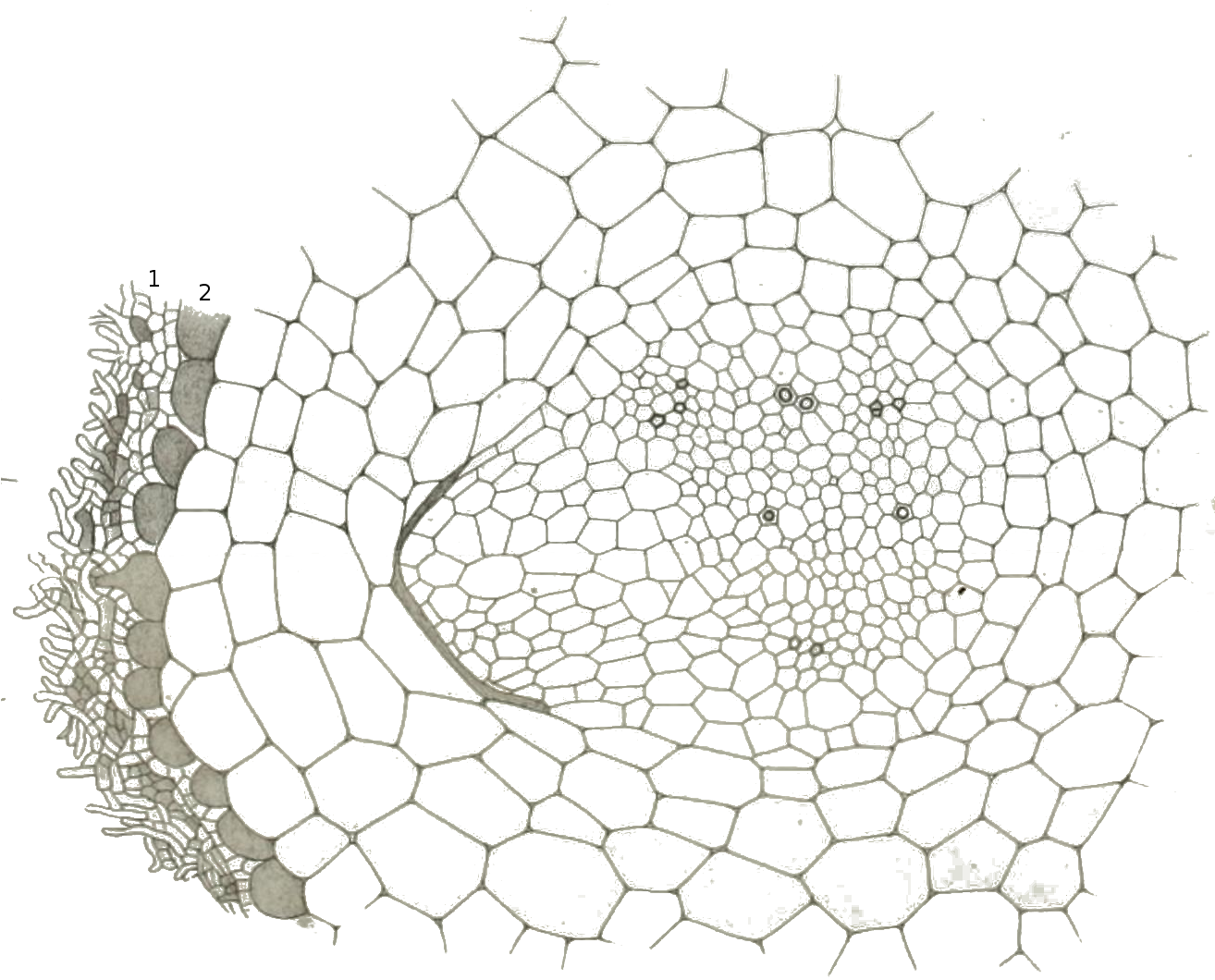
Coupe transversale de la racine de Monotropa hypopitys avec l'origine d'une radicelle : 1. le mycélium enveloppant la racine ; 2. l'épiderme de la radicelle à l'état mort. X300
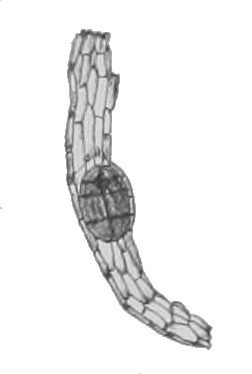
Graine mûre, avec au centre, l'embryon dans l'endosperme (X45)

### Fécondation et dissémination
Les fleurs produisant pollen et nectar attirent des insectes tels que les Bourdons et abeilles solitaires afin de permettre une pollinisation croisée. En outre, les fleurs sont probablement aussi capables d'autofécondation, comme le montre notamment la nouaison très élevée et presque toujours complète.
Une fois la fructification accomplie, la plante sèche sur pied et persiste jusqu'à l'année suivante. Ainsi, les très nombreuses graines extrêmement petites et légères ont du temps pour se dessiminer par le vent et le passage des animaux.

### Développement germinatif
À l'instar des Orchidées, les minuscules graines ne contiennent quasiment pas de substances de réserve, elles dépendent donc d'un champignon compatible immédiatement après la germination pour entourer le jeune germe, qui ne dépasse que légèrement du tégument de la graine, et pour lui fournir des nutriments. Ensuite, la racine commence à pousser et à se ramifie, sa croissance s'effectuant de manière purement souterraine, et ce, sur un temps relativement long. Lors d'une étude réalisée sur des spécimens en association avec des Saules rampants dans les dunes côtières du Pays de Galles, les premières pousses ne sont apparues qu'au bout de deux ans seulement.

### Maladie cryptogamique
Parasite de la relation mycorhizienne entre des Tricholomes et des arbres, le Monotrope sucepin est également l'objet de parasitisme de la part d'un champignon nommé Urocystis monotropae (Fr.) A.A. Fisch. Waldh. (1877). Inféodé à M. hypopitys, il provoque la maladie cryptogamique du charbon qui se caractérise par un épaississement de la base de la tige ou de la racine de façon noueuse sur 1 à 2 cm de large. À maturité, cette boursouflure se déchire et libère une masse noire de spores. Cette espèce, relativement mal connue, n'a pas été signalée depuis la fin du XIXe siècle,.

## Biogéographie

### Écologie
Il s'agit d'une espèce d'ombre voire de demi-ombre. Grâce à l'alimentation hétérotrophe, ses préférences édaphiques sont très larges : l'espèce se développe sur les sols secs à frais, au pH basique à acide, à litière plus ou moins épaisse et à humus plus ou moins inactif. Cependant, les stations optimales sont caractérisées par une humidité élevée. Ses besoins en chaleur sont également faibles, comme le montre sa distribution subalpine et au-delà du cercle arctique,.
Monotropa hypopitys colonise un large éventail d'habitats, des saulaies des dunes côtières aux forêts de conifères de montagne, même les biotopes les plus pauvres peuvent être colonisés. Ses habitats typiques sont les forêts humides et ombragées de feuillus et de conifères. Cette espèce se retrouve dans les hêtraies, hêtraies-chênaies, les pinèdes, les pessières, les sapinières et les mélèzins,.

### Distribution
Le Monotrope sucepin se rencontre au sein des régions tempérées de l'hémisphère nord, avec des lacunes dans les parties les plus sèches de ses continents. Il est largement répandue en Amérique du Nord, où il s'étend au sud jusqu'au Mexique et au Guatemala ; en Asie jusqu'à l'Himalaya, au nord de la Thaïlande et au Myanmar. En Europe, il se rencontre principalement dans la zone tempérée : vers le nord, il atteint le centre de la Scandinavie où le cercle polaire n'est franchi qu'occasionnellement. Au sud, il atteint la zone méditerranéenne avec l'Italie et la Grèce, où il se trouve principalement dans les montagnes,.
En France, le Monotrope sucepin est assez commun sur le territoire métropolitain excepté la Bretagne, le Sud-Ouest et la Corse. Il est y présent de l'étage collinéen à subalpin.

## Usages
Monotropa hypopitys est une plante pectorale qui fut utilisée contre la coqueluche.

## Statut de protection
En France, l'espèce figure sur la liste rouge des plantes du Nord-Pas-de-Calais.

### Monotropa hypopitys
- (en) BioLib : Monotropa hypopitys L. (consulté le 30 juin 2024)
- (fr) Tela Botanica (France métro) : Monotropa hypopitys L. (consulté le 30 juin 2024)
- (en) Flora of North America : Monotropa hypopitys L., 1753  (consulté le 30 juin 2024)
- (en) Flora of China : Monotropa hypopitys L., 1753  (consulté le 30 juin 2024)
- (en) Flora of Pakistan : Monotropa hypopithys L., 1753  (consulté le 30 juin 2024)
- (en) NCBI : Monotropa hypopitys L., 1753 (taxons inclus) (consulté le 30 juin 2024)
- (en) IRMNG : Monotropa hypopitys L., 1753 (consulté le 30 juin 2024)
- (en) The Plant List : Monotropa hypopitys L.   (source : KewGarden WCSP) (consulté le 27 avril 2020)
- Bibliographie de Monotropa hypopithys sur Biodiversity Heritage Library

### Hypopitys monotropa
- (en) Catalogue of Life : Hypopitys monotropa Crantz (consulté le 16 décembre 2020)
- (fr + en) GBIF : Hypopitys monotropa Crantz (consulté le 30 juin 2024)
- (fr) INPN : Hypopitys monotropa Crantz, 1766 (TAXREF)  (consulté le 30 juin 2024)

### Hypopitys europaea
- (en) Tropicos : Hypopitys europaea Nutt.   (+ liste sous-taxons) (consulté le 27 avril 2020)